# 欧塞比乌
欧塞比乌是巴西塞阿拉州的一个市镇。总面积78.65平方公里，总人口36394人，人口密度462.7人/平方公里。